# 國訊國際
國訊國際有限公司，簡稱國訊國際（英語：IIN INTERNATIONAL LIMITED，港交所除牌時8128.HK），於1997年由吳樹民和朱嶸創立，名為「湖南國訊有限公司」。
曾在2001年11月30日於港交所創業板上市，當時招股價為0.3港元，發行新股為4.42億股，集資額為1.326億港元。其後在2008年，出售給獨立各方投資者，4月3日，被中國地能有限公司取代上市。

## 連結
- CGSEnergy.com.hk（页面存档备份，存于）